# Rifugio Chalet de l'Épée
Il rifugio Chalet de l'Épée (pron. fr. AFI: [ʃalɛ də lepe], che letteralmente significa in francese "chalet della spada" - 2.370 m s.l.m.) è un rifugio alpino situato nella località Épée-des-Plontains, in Valgrisenche, nelle Alpi Graie.

## Caratteristiche e informazioni
Il rifugio si trova sul versante destro della Valgrisenche all'altezza del lago di Beauregard ed all'imbocco del vallone del Bouc.
Si trova lungo l'Alta via della Valle d'Aosta n. 2.

## Accessi
Partendo dal Valgrisenche si può salire fino alla testata del lago di Beauregard dove si lascia l'auto. Di qui il rifugio è raggiungibile in circa 50 minuti.

## Traversate
- Bivacco Luigi Ravelli - 2.860 m
- Rifugio Mario Bezzi - 2.284 m

## Ascensioni
- Grande Rousse - 3.607 m
- Punta di Rabuigne - 3.261 m
- Mont Forclaz - 3.244 m
- Becca de Tey - 3.186 m
- Cima del Bouc - 3.107 m